# Radensko polje, Grosuplje
Za Radensko polje pri Radencih glej Radensko polje, Radenci
Radensko polje je kraško polje na severnem robu dolenjskega krasa, južno od kraja Grosuplje. Prepoznano je tako za naravoslovno kot kulturnozgodovinsko bogato območje Slovenije; zaradi svojega ekološkega pomena je predvideno za krajinski park ter vključeno v evropski program Natura 2000. Polje je pridobilo svoje ime po prebivalcih tamkajšnjih krajev Velika in Mala Račna, ki se imenujejo Radenci.
Raziskovalci so v večji meri pričeli z odkrivanjem značilnosti tega kraškega polja po dograditvi kočevske železnice 1893. leta. Zlasti je bilo v tem času odkritih in nekoliko tudi raziskanih več kraških jam na ribniško-kočevskem krasu; eden izmed pionirjev je bil Pavel Kunaver s svojimi zapiski iz leta 1922, pa tudi naravoslovni fotografi Bogumil Brinšek, Josip Kunaver ter Ivan Tavčar. Geografa Drago Meze ter Ivan Gams pa sta področje še podrobneje popisala v drugi polovici 20. stoletja, in sicer prvi v letu 1977 in drugi 1986. Botanične prvine polja je preiskal leta 1991 Luka Pintar. Zadnjo večjo raziskavo pa je leta 2000 opravil Center za kartografijo favne in flore po naročilu občine.

## Geografija
Radensko polje ima dinarsko slemenitev; dolgo je približno 4 in široko 1 kilometer, njegova skupna površina pa znaša 4 km². Kraško polje leži na nadmorski višini 324 metrov.
Ima skledasto obliko z izravnanim dnom ter izrazito višjim obrobjem, vode pa z njega odtekajo v kraško podzemlje. Prisotna je tudi množica drugih kraških pojavov, kot so izviri, ponori in estavele. Polje napajajo trije ločeni vodotoki, izmed katerih prvi, reka Dobravka, priteče z nekraškega površja, medtem ko sta Zelenka in Šica pravi kraški reki. Sredi polja se 70 metrov nad ravnino dviguje dolomitni osamelec (gorica ali hum) Kopanj, ki se dviga nad vasjo Velika Račna. Dno polja je prekrito s 5 do 10 metrov debelimi nanosi gline, ki leži na zelo čistih jurskih apnencih. Le posamezne zaplate površja sestojijo iz triasnih, bolj ali manj vododržnih dolomitov. V pleistocenu oziroma zadnji ledeni dobi je bilo Radensko polje jezero, voda je tako odtekala v kraško podzemlje skozi danes suhe ponorne jame višje na pobočjih ob robu območja; Kopanj je bil v tistem času otok.
Hidrologijo območja sestavljajo zlasti tri reke. Reka Dobravka je nadaljevanje dveh nekraških potokov Grosupeljščice in Podlomščice; vije se slab kilometer preko kraškega polja ter nato ponikne. Obe pravi kraški reki, Zelenka in Šica, izvirata v kraških izvirih na robu ter prečkata Radensko polje od zahoda proti vzhodu. Zelenka se preko polja vije 2 kilometra ter v sušnih obdobjih presahne. Šica pa izvira v dveh izvirih ter s svojimi okljuki napravi 3 kilometre dolgo pot. Ob visokih vodah se vsi trije tokovi polja združijo ter odtekajo v Zatočne jame v jugovzhodnem kotu, v nekaterih primerih, ko odtok ni dovolj hiter, pa nastane kraško jezero, ki sega vse do prvih hiš v vasi Velika Račna. Večkrat povzroči poplavo ceste, ki območje povezuje z Grosupljem, 24. oktobra 1993 pa je tri tedne trajajoča visoka voda poplavila gasilski dom v Veliki Račni. Vse vodovje, ki ponika na vzhodnih robovih polja, zatem podzemno potuje do izvirov reke Krke, ki so po zračni liniji oddaljeni okoli 5 kilometrov. Ker te vode del leta prekrivajo potencialno kmetijsko uporabne površine, so bile na oba ponorna vhoda v Zatočno jamo nameščene prepreke, ki naj bi zadrževale vejevje in druge ovire ter s tem omogočale hitrejše ponikanje voda. Kasnejše študije kraške hidrologije pa so pokazale, da so bistveni dejavnik pri hitrosti odtekanja skozi ponore ožine v jamskih globinah, ki so človeku nedostopne.
|  |  |

Radensko polje premore več estavel, lokalno imenovanih retja (derivat besede »vretje«). Največji izmed teh sta retji Srednjice in Kote. Drugi značilen pojav tega kraškega polja so kotanje, imenovane močila, v katerih se zadržuje voda skozi vse leto; pomembna je za življenje vodnih rastlin in živali, pa tudi kot vodna zaloga za preostali živalski svet v času siceršnje suše.

## Rastlinstvo in živalstvo
Na Radenskem polju obstaja več habitatov, izmed katerih so nekateri evropskega pomena. Pretežno je teren zaznamovan s travišči, sem in tja pa je opaziti zaplato gozda ali grmičevja. Slednje je zlasti bujno ob strugah rek, tako kot tudi šašje in ločje. Med spomladansko cvetje se uvrščajo barjanska vijolica, močvirska logarica, poletna kronica, prstasta kukavica ter ogrožena močvirska kukavica. Zmanjšuje se število primerkov zaenkrat še prisotnih močvirskega ušivca in močvirskega svišča, vsled gnojenja pa sta v zadnjem desetletju že izginili srednja rosika ter bela kljunka. Področje je tudi domovanje močvirskega petoprstnika ter trilistnega mrzličnika, sicer pa se na nekoliko bolj sušnih vresavah skrivajo tudi manj vlagoljubne rastline.
Razmeroma temeljito so lokalno favno raziskali strokovnjaki Centra za kartografijo favne in flore. Zabeležili so 27 vrst kačjih pastirjev, od teh 5 vrst ogroženih. Kačje pastirje gre iskati na prvem mestu na območjih počasi tekoče vode. Dnevni metulji štejejo 68 vrst predstavnikov, izmed katerih 14 vrst velja za ogrožene. Ekološki pomen polja pa osvetljuje dejstvo, da 12 od skupno 19 vrst dvoživk Slovenije živi tudi na Radenskem polju. Nekatere izmed teh so vsako pomlad, ko preko lokalne ceste potujejo do svojih mrestišč, podvržene množičnemu poboju zaradi avtomobilov. Popisanih je tudi 78 vrst ptic, ki si tu ustvarjajo svoja gnezda, ter še dve vrsti, ki se na področju polja le zadržujeta; na rdeči seznam ogroženih vrst jih je uvrščenih 24. Ogroženo vidro je sem ter tja opaziti le preko severnih robov polja.

## Kulturna dediščina
Takoj pri vhodu v Radensko polje s severa je videti srednjeveški boštanjski grad oziroma njegove razvaline. Nekoliko bolj vzdrževana je podružnična cerkev Svetega Martina ob vznožju griča z gradom. Osamelec Kopanj, ki premore strateško lego in je vsled tega nekdaj, tako v prazgodovini kot v času turških vpadov, varoval prebivalce krajev, je danes priljubljena izletniška in kulturna točka. V leto 1433 sega najstarejši znani zapis o Marijini cerkvi, ki označuje vrh griča. Njen kaplan je bil med drugim v 19. stoletju stric slovenskega pesnika Franceta Prešerna Jožef Prešeren. Na vzpetino pa je postavljena tudi grosupeljska podružnična osnovna šola, delujoča od leta 1865. Severno pobočje Kopanja je mesto izvira Marijinega studenčka, ki naj bi imel po ljudskem prepričanju nadnaravne moči. Studenec naj bi presahnil le v času velikih katastrof (npr. med 2. svetovno vojno). Tudi vas, ki leži ob vznožju hriba, Velika Račna, je kulturnozgodovinsko zaznamovana, in sicer z veliko baročno kapelo, ki je nastala pod upravo gradu Čušperk.